# Polzeath
Polzeath est une station balnéaire des Cornouailles, en Angleterre. Le village fait partie de la paroisse civile de St Minver.